# Medalistki mistrzostw Polski seniorów w biegu 6-godzinnym
Medalistki mistrzostw Polski seniorów w biegu 6-godzinnym – zdobywczynie medali seniorskich mistrzostw Polski w konkurencji biegu 6-godzinnego.
Bieg 6-godzinny kobiet w randze mistrzostw Polski rozgrywany jest od 2022 roku.
Aktualny rekord mistrzostw Polski seniorów w biegu 6-godzinnym wynosi 85 kilometrów 308 metrów i został ustanowiony przez Dominikę Stelmach podczas mistrzostw w 2020 w Pabianicach.

## Medalistki
| Mistrzostwa   | 1. miejsce                                | Rezultat    | 2. miejsce                                | Rezultat    | 3. miejsce                                   | Rezultat    |
| Chorzów 2022  | Magdalena Ziółek SRS Kondycja Piaseczno   | 73 km 728 m | Patrycja Bereznowska Wieliszew Heron Team | 73 km 288 m | Justyna Wrażeń UKS Flop Wilkasy              | 72 km 491 m |
| Warszawa 2024 | Patrycja Bereznowska Wieliszew Heron Team | 76 km 910 m | Katarzyna Chojnacka UKS Orkan Środa       | 76 km 124 m | Joanna Bieniek-Ugniewska BKS Wataha Warszawa | 75 km 313 m |
| Warszawa 2025 | Patrycja Bereznowska Wieliszew Heron Team | 75 km 268 m | Katarzyna Chojnacka UKS Orkan Środa       | 71 km 312 m | Anna Kapica CWKS Resovia Rzeszów             | 68 km 407 m |

## Klasyfikacja medalowa
W historii mistrzostw Polski seniorów na podium tej imprezy stanęło w sumie 6 zawodniczek.
| Lp. | Zawodnik                 | Złoto | Srebro | Brąz | Razem |
| 1.  | Patrycja Bereznowska     | 2     | 1      | 0    | 3     |
| 2.  | Magdalena Ziółek         | 1     | 0      | 0    | 1     |
| 3.  | Katarzyna Chojnacka      | 0     | 2      | 0    | 2     |
| 4.  | Justyna Wrażeń           | 0     | 0      | 1    | 1     |
| 4.  | Joanna Bieniek-Ugniewska | 0     | 0      | 1    | 1     |
| 4.  | Anna Kapica              | 0     | 0      | 1    | 1     |